# Illerkirchberg
Illerkirchberg är en kommun (tyska Gemeinde) i Alb-Donau-Kreis i förbundslandet Baden-Württemberg i Tyskland. Kommunen består av ortsdelarna (tyska Ortsteile) Oberkirchberg och Unterkirchberg. Folkmängden uppgår till cirka 5 000 invånare, på en yta av 11,45 kvadratkilometer.
Kommunen ingår i kommunalförbundet Kirchberg-Weihungstal tillsammans med kommunerna Hüttisheim, Schnürpflingen och Staig.

## Befolkningsutveckling
| Befolkningsutvecklingen i Illerkirchberg 1975–2015 | Befolkningsutvecklingen i Illerkirchberg 1975–2015 | Befolkningsutvecklingen i Illerkirchberg 1975–2015 | Befolkningsutvecklingen i Illerkirchberg 1975–2015 | Befolkningsutvecklingen i Illerkirchberg 1975–2015 |
| -------------------------------------------------- | -------------------------------------------------- | -------------------------------------------------- | -------------------------------------------------- | -------------------------------------------------- |
|                                                    |                                                    |                                                    |                                                    |                                                    |
| År                                                 |                                                    |                                                    | Folkmängd                                          | Areal (ha)                                         |
| 1975                                               | 1975                                               |                                                    | 3 458                                              | 1 145                                              |
| 1980                                               | 1980                                               |                                                    | 3 738                                              |                                                    |
| 1985                                               | 1985                                               |                                                    | 3 808                                              |                                                    |
| 1990                                               | 1990                                               |                                                    | 4 037                                              |                                                    |
| 1995                                               | 1995                                               |                                                    | 4 358                                              |                                                    |
| 2000                                               | 2000                                               |                                                    | 4 592                                              |                                                    |
| 2005                                               | 2005                                               |                                                    | 4 746                                              |                                                    |
| 2010                                               | 2010                                               |                                                    | 4 778                                              |                                                    |
| 2015                                               | 2015                                               |                                                    | 4 785                                              |                                                    |
|                                                    |                                                    |                                                    |                                                    |                                                    |